# Max Fauguel
Max Fauguel (* 1911; † im 20. oder 21. Jahrhundert) war ein Schweizer Fussballspieler.

## Karriere

### Verein
Fauguel gehörte von 1930 bis 1941 dem Grasshopper Club Zürich an, für den er in der Nationalliga zu Punktspielen kam, wie bspw. am 22. März 1931 (15. Spieltag) beim 3:1-Auswärtssieg gegen den FC Zürich, bei dem er mit dem Treffer zum Endstand in der 75. Minute beitrug. Während seiner Vereinszugehörigkeit gewann er mit seinem Verein dreimal die Schweizer Meisterschaft und sechsmal den Schweizer Cup.
Des Weiteren kam er auch im Wettbewerb um den Mitropacup zum Einsatz. Am 14. Juni 1936 bestritt er das Vorrundenrückspiel gegen den FK Austria Wien, in dem er beim 1:1-Unentschieden die 1:0-Führung in der 14. Minute erzielte, sowie die beiden Achtelfinalspiele gegen den tschechoslowakischen Vertreter SK Prostějov, die am 13. und 20. Juni 1937 mit dem 4:3-Sieg und dem 2:2-Unentschieden endeten. Sein letztes Spiel in diesem Wettbewerb bestritt er am 4. Juli 1937 in Rom bei der 1:6-Niederlage im Viertelfinalhinspiel, in dem er seine Mannschaft bereits in der ersten Minute in Führung geschossen hatte.

### Nationalmannschaft
Fauguel spielte ein einziges Mal für die Schweizer Nationalmannschaft. In dem in Genf am 24. Mai 1931 in Freundschaft ausgetragenen Länderspiel gegen die Nationalmannschaft Schottlands erzielte er bei der 2:3-Niederlage das Tor zum 2:2-Ausgleich in der 53. Minute.

## Erfolge
- Schweizer Meister 1931, 1937, 1939
- Schweizer Cupsieger 1932, 1934, 1937, 1938, 1940, 1941